# デス・エン・ロール
デス・エン・ロール(Death 'n' roll)は、デスメタルのサブジャンルである。

## 概要
デス・エン・ロールという言葉は、デスメタルとロックンロールのかばん語で、ハードロックにインスパイアされた要素を取り入れた音楽を指す。グロウルと1970年代のヘヴィメタルとハードロックを連想させるような歪んだギターリフが特徴。著名なバンドにはエントゥームド、ゴアフェストなどがいる。

## 歴史
デス・エン・ロールという言葉はもともとエントゥームドに対して使われた言葉だったが 、Daniel EkerothはFurbowlというバンドを先駆者として、この言葉を使っている。エントゥームドが画期的なアルバム、ウルヴァリン・ブルースをリリースすると、彼らは音楽雑誌からデス・エン・ロールというジャンルで呼ばれるようになった。それ以降、このレッテルはエントゥームドのキャリアに付きまとうこととなる。
他に重要なリリースとして、ゴアフェストが1996年に発表したソウル・サヴァイヴァーがある。このアルバムはクラシックロックの要素を多分に含んだものであった。その証拠に、この年のツアーでゴアフェストはAC/DCやブラック・サバス、ディープパープルの曲をプレイしている。彼らは同じ路線のアルバムであるチャプター・サーティーンをリリースしたのちに解散している(ただし、7年後に再結成)。メンバーのうち二人は、シン・リジィのトリビュートバンドでも活動している。

エントゥームドのLG・ペトロフはデス・エン・ロールという言葉に関して次のように述べている。
| 「 | デス・エン・ロールは、俺たちの音楽を表す言葉だと思ってるよ。もし、みんながそう思っているのなら好きにすればいい。俺たちはただお笑い種にするだけだ。デス・エン・ロール、それもいいんじゃないか？って感じでね。ただ、曲を書いているときは、何か特定のジャンルを意識しているわけではないんだけどな。 | 」 |

デスメタルとロックンロールを融合させたスタイルについて尋ねられて、ゴアフェストのFrank Harthoornはこう答えている。
| 「 | おかしなことに、みんないつも俺たちの音楽のことをデス・エン・ロールだとかいうんだ。俺に言わせれば、これはただのメタル。単純明快だろ。俺たちが影響を受けたバンドは、他のメタルバンドと変わらないと思うけど。 | 」 |